# Lens.org
Lens.org, llamado anteriormente Patent Lens, es una base de datos en línea gratuita sobre patentes y producción académica controlada por CAMBIA, una organización sin ánimo de lucro con sede en Australia. Llamada en inglés The Lens, quiere ser una base de datos que combina webs de contenido académico como Web of Science y Scopus, con otros motores de búsqueda de investigación y tecnología industrial,  por lo que ha sido definida como una base de datos mixta, que toma datos bibliométricos de otras bases de datos (como PubMed y Crossref ) y los combina en una sola, deduplicada y con sintaxis de búsqueda unificada. Además, a diferencia de las bases de datos de pago, The Lens permite exportar datos en formato JSON con una granularidad superior en comparación con los formatos RIS y CSV.

## Historia
Fundada en 2000 como Patent Lens, a lo largo de los años, gracias a subvenciones de la Fundación Rockefeller en 2000-2004, la Fundación Bill y Melinda Gates en 2011, la Gordon and Betty Moore Foundation en 2012, Wellcome Trust en 2018, así como de la Fundación Lemelson, el agregador fue reuniendo tesis, artículos de revistas, ponencias, conferencias, informes, libros y otros tipos de documentos académicos,    y evolucionó hasta convertirse en una base de datos integral con más de 225 millones de trabajos académicos, más de 127 millones de registros de patentes globales, y más de 370 millones de secuencias biológicas, todas con metadatos (incluidas citas) sin precedentes. 
En 2013, Patent Lens pasó a ser Lens.org, y controlada por Cambia.

## Características
Las búsquedas en Lens se pueden realizar utilizando numerosas variables, incluido el texto completo, título, resumen, autor, solicitante/cesionario, número de publicación y número de presentación. Un usuario también puede buscar patentes caducadas o abandonadas a través del servicio de información y estado de patentes de INPADOC . Las familias de patentes se pueden visualizar mediante árboles gráficos como archivos PDF .
Por ejemplo, Lens enlaza con datos regulatorios en forma del Libro Naranja de la Administración de Alimentos y Medicamentos de los Estados Unidos (FDA) : Productos farmacéuticos aprobados con evaluaciones de equivalencia terapéutica .  Los datos de secuencias biológicas se integran a través de enlaces al GenBank del Centro Nacional de Información Biotecnológica (NCBI) y las propias secuencias genéticas de Patent Lens. El proyecto de secuencia de Patent Lens,  iniciado en junio de 2006, proporciona la única instalación pública que permite a los usuarios explorar más de 80 millones de secuencias de ADN y proteínas divulgadas en patentes. 
Hay tutoriales sobre patentes  disponibles en el sitio que cubren reclamaciones de patentes, libertad de operación, invención de patentes y solicitudes continuas de patentes . También se abordan los derechos de obtentor (PBR), también conocidos como derechos de obtenciones vegetales (PVR). 

## Idiomas
La interfaz de búsqueda de patentes está disponible en chino, inglés y francés, y el texto completo de las patentes de la Oficina Europea de Patentes (EPO) se puede buscar en inglés, francés y alemán . Las solicitudes PCT se pueden buscar en chino, inglés, francés, alemán, japonés, coreano, ruso y español .

## Tecnología
Además del motor de búsqueda de patentes, Lens también alberga una serie de "paisajes tecnológicos", programas que analizan volúmenes de patentes especializadas, datos científicos, técnicos y comerciales sobre temas particulares en una forma más navegable.
En el campo de la salud y la medicina, se han creado paisajes para patentar el genoma humano, el genoma de la gripe, el gen de la telomerasa humana, marcadores moleculares fuera de las secuencias genéticas y adyuvantes. Para la agricultura y el medio ambiente, existen paisajes para describir la transformación de plantas mediadas por agrobacterium, los promotores utilizados para regular la expresión genética, los genes de resistencia a los antibióticos y sus usos en la transformación genética de las plantas, la resistencia a los glufosinatos, la selección positiva, los bioindicadores /ambiosensores y el genoma del arroz.

## Aprobación
Las actividades de paisajismo de Patent Lens fueron respaldadas por el Dr. Francis Gurry, director general de la Organización Mundial de la Propiedad Intelectual (OMPI) en marzo de 2009. 
Nature Biotechnology calificó la Lente de Patentes como "un gran salto en la dirección correcta" . 